# Butler Act
Le Butler Act était une loi du Tennessee promulguée en 1925 interdisant aux professeurs de l'enseignement public de nier l'origine de l'Homme telle qu'elle est écrite dans la Bible, « et d'enseigner d'une façon qui suggère que l'humain descendrait d'un état inférieur d'animal ». Par extension, la loi interdisait d'enseigner l'histoire évolutive de la lignée humaine bien qu'elle n'interdisait pas l'enseignement de la théorie de l'évolution tant qu'elle n'était appliquée qu'aux autres animaux et aux plantes. Elle doit son nom à John Washington Butler, à l'initiative de cette loi. La loi est restée en vigueur jusqu'en 1967. 